# ماريو كاسون
ماريو كاسون (بالكرواتية: Mario Kasun) مواليد 5 أبريل 1980 في فينكوفسي، جمهورية كرواتيا الاشتراكية، هو لاعب كرة سلة كرواتي بدأ مسيرته الاحترافية في سنة 1996. تم اختياره من قبل فريق لوس أنجلوس كليبرز خلال الدرافت. يبلغ طوله 7 قدم 0 بوصة (2.1 م). اعتزل اللعب في 2014.

## المسيرة الاحترافية
لعب مع سكايلاينرز فرانكفورت في الدوري الألماني من سنة 2002 إلى 2004، ثم لعب مع أورلاندو ماجيك من سنة 2004 إلى 2006، ثم لعب مع نادي برشلونة لكرة السلة في الدوري الإسباني من سنة 2006 إلى 2008، ثم لعب مع منز سانا 1871 باسكت في سنة 2012.

## روابط خارجية
- ماريو كاسون على موقع الاتحاد الدولي لكرة السلة (الإنجليزية)
- ماريو كاسون على موقع الدوري الأوروبي لكرة السلة (الإنجليزية)
- ماريو كاسون على موقع إن بي أي (الإنجليزية)
- ماريو كاسون على موقع سبورتس رفرنس (الإنجليزية)
- ماريو كاسون على موقع الدوري الإسباني لكرة السلة (الإسبانية)
- ماريو كاسون على موقع كرة السلة الأوروبية.كوم (الإنجليزية)
- ماريو كاسون على موقع ريلجم (الإنجليزية)
- ماريو كاسون على موقع بروبوليرز (الإنجليزية)
- ماريو كاسون على موقع سبورتس رفرنس (الإنجليزية)